# Daucus microscias
Daucus microscias är en flockblommig växtart som beskrevs av Joseph Friedrich Nicolaus Bornmüller och Erwin Gauba. Daucus microscias ingår i släktet morötter, och familjen flockblommiga växter. Inga underarter finns listade i Catalogue of Life.